# Новокодацький район
Новокодацький район (до 2015 року — Ленінський) — західний адміністративний район міста Дніпра. 
Утворений 6 вересня 1940 року.
Має у своєму складі мікрорайони: Шляхівка, Західний, Нові Кодаки, Червоний Камінь, Покровський, Парус, Діївка, Сухачівка, Таромське і Ясне. На півночі межує з  Дніпровським районом області (по острову Дика Коса та Дніпру) й Амур-Нижньодніпровським районом міста Дніпра (по річці Дніпру), на сході — з Чечелівським, на півдні — з Дніпровським районами області, на заході межує з Південним районом Кам'янського та Кам'янським районом області.

## Історія
1920 року на заході Катеринослава утворено Кодацький і Фабрично-Чечелівський райони міста. 1940 року ці райони об'єднані в Ленінський район.
У 2001 році смт Таромське було приєднане до Ленінського району.
26 листопада 2015 року розпорядженням в.о. міського голови у рамках декомунізації перейменований на Новокодацький.

## Населення

### Мовний склад
Рідна мова населення за даними перепису 2001 року:
| Мова       | Чисельність, осіб | Доля     |
| ---------- | ----------------- | -------- |
| Українська | 85 771            | 53,27 %  |
| Російська  | 73 077            | 45,38 %  |
| Інше       | 2 178             | 1,35 %   |
| Разом      | 161 026           | 100,00 % |

## Житлові райони
Брянка, Нові Кодаки, Діївка, Червоний Камінь, Покровський, Парус, Зоря, Діївка-2, Сухачівка, Таромське, Фабрика, Чечелівка, Шляхівка, Крупське, Нове, Західний.

## Значні памʼятки
Брянська церква (сьогоднішній Будинок органної музики), Свято-Миколаївська церква у Нових Кодаках, давні будівлі Брянського металургійного заводу, Дніпровська філармонія (палац культури Іліча), Свято-Хрестовоздвиженський Храм, таромська церква, будівлі залізничних станцій Горяїнове, Діївка і Сухачівка, Кодацький міст.
Парки: Новокодацький, Червонокам'янський кар'єр, Діївські і Сухачівські плавні, Діївський, Таромський і Войцехівський лісопарки.

Дошка пошани Новокодацького району

## Основні вулиці
- проспект Свободи (у Нових Кодаках)
- проспект Сергія Нігояна (Чечелівка і Брянська Колонія)
- проспект Івана Мазепи
- проспект Металургів (Крупське)
- Велика Діївська вулиця (Діївка, Парус, Покровський)
- вулиця Юрія Кондратюка (Діївка, Покровський)
- Моніторна вулиця (Парус)
- Заводська Набережна (Парус, Покровський, Червоний Камінь)
- Київська вулиця (Шляхівка)
- вулиця Данила Галицького (Західний)
- вулиця Західний Шлях (південна межа Нових Кодак)
- Доблесна вулиця
- вулиця Старий Шлях

## Транспорт
- метрополітен — станції Метробудівників, Металургів, Заводська, Проспект Свободи і Покровська.
- трамвай: № 18, 19 у Нових Кодаках; № 5, 14 — до Західного, № 15 — проспект Івана Мазепи і Шляхівка з Крупським.
- приміські поїзди: на Кам'янське, Верхівцеве, Кривий Ріг і П'ятихатки.

## Особистості
- Мерзленко Віктор Іванович - бандурист, керівник капели